# Pijlenketting
Een pijlenketting (genoteerd in pijlentaal) is een hulpmiddel om een vergelijking of een eenvoudige opgave op te lossen. Pijlentaal kan in Nederland bij kinderen worden geïntroduceerd in groep drie en vier van het basisonderwijs en wordt ook toegepast in het VMBO. In Curaçao wordt op het VSBO in het eerste leerjaar met de pijlenketting gewerkt.
De methode werd ontwikkeld door het Instituut Ontwikkeling Wiskunde Onderwijs van de Rijksuniversiteit Utrecht. In 1989 promoveerde onderzoeker F.J. van den Brink met het onderzoek 'realistisch rekenonderwijs aan jonge kinderen' waarin hij concludeerde dat leerlingen in groep drie van de basisschool sneller leren rekenen als het traditionele 'is-teken' vervangen wordt door een rekenmethode waar pijlen worden gebruikt.

## Gebruik bij eenvoudige opgaven
Een eenvoudige optelling
{\displaystyle 15+27=42}
wordt in de pijlentaal omgeschreven in eenvoudiger stappen als volgt:
{\displaystyle 15\xrightarrow {+10{\phantom {^{1}}}} \ ...\ \xrightarrow {+10} \ ...\ \xrightarrow {+5} \ ...\ \xrightarrow {+2} \ ...}
De moeilijke bijtelling met 27 wordt dan gesplitst in 10, 10, 5 en 2, die voor de leerlingen veel eenvoudiger uit te rekenen zijn. Zo volgt
{\displaystyle 15\xrightarrow {+10{\phantom {^{1}}}} 25\xrightarrow {+10} 35\xrightarrow {+5} 40\xrightarrow {+2} 42}
Deze manier van noteren lijkt op de methode van optellen met de getallenlijn, dat de leerlingen eerder zou zijn bijgebracht. De pijlentaal wordt op basisscholen na enige tijd vervangen door de gebruikelijk notatie.

## Gebruik bij vergelijkingen
Het doel is om de volgorde van oplossen van de formule weer te geven, zodat een rekensom stap voor stap kan worden uitgevoerd, zonder dat nog rekening hoeft te worden gehouden met de bewerkingsvolgorde. Die is in pijlentaal altijd van links naar rechts.
Om een vergelijking met één onbekende op te lossen wordt deze eerst omgezet in pijlentaal. De vrije variabele wordt gekozen als begin van de pijlenketting. Vervolgens kan de pijlenketting worden omgekeerd, door de pijlen om te draaien en voor iedere stap de inverse bewerking in te vullen. De vrije variabele staat dan aan het einde van de ketting, waardoor de waarde van de variabele kan worden uitgerekend door iedere stap in deze omgekeerde ketting uit te voeren.

### Voorbeeld
Om in de vergelijking {\displaystyle 2x+6=10} de waarde van {\displaystyle x} te vinden, beginnen we met het herschrijven van de vergelijking als pijlenketting:
{\displaystyle x\xrightarrow {\times 2{\phantom {^{1}}}} \ ...\ \xrightarrow {+6} \ 10}
Vervolgens maken we de omgekeerde pijlenketting door de pijlen om te keren en van iedere stap de inverse operatie te noteren:
{\displaystyle x\xleftarrow {\div 2{\phantom {^{1}}}} \ ...\ \xleftarrow {-6} \ 10}
We kunnen deze ketting van rechts naar links oplossen, of we kunnen hem gespiegeld opschrijven, zodat {\displaystyle x} achteraan staat:
{\displaystyle 10\xrightarrow {-6{\phantom {^{1}}}} \ ...\ \xrightarrow {\div 2} \ x}
In deze vorm kunnen we steeds uitrekenen wat er bij de punt van de pijl moet staan. Zo vinden we de waarde van {\displaystyle x}, het antwoord is dus {\displaystyle x=2}:
{\displaystyle 10\xrightarrow {-6{\phantom {^{1}}}} \ 4\ \xrightarrow {\div 2} \ 2}
Ter controle kan eventueel het antwoord in de oorspronkelijke pijlenketting worden ingevuld om te zien dat deze geldig en correct is:
{\displaystyle 2\xrightarrow {\times 2{\phantom {^{1}}}} \ 4\ \xrightarrow {+6} \ 10\ \blacksquare }